# Jean Monuma
Jean Junior Monuma Constant (Léogâne, 1º aprile 1982) è un calciatore haitiano, centrocampista del Racing Club Haïtien.

## Carriera

### Nazionale
Ha partecipato alla CONCACAF Gold Cup 2013. Tra il 2008 ed il 2015 ha totalizzato complessivamente 32 presenze e 4 reti con la maglia della nazionale di Haiti.